# Sant'Orsola Terme
Sant'Orsola Terme (Oachpergh en langue Mochène) est une commune italienne d'environ 1 100 habitants située dans la province autonome de Trente dans la région du Trentin-Haut-Adige dans le nord-est de l'Italie.

## Géographie
Chef-lieu de la vallée des Mochènes, la commune est située sur la rive orographique droite du ruisseau Fersina et se compose de deux hameaux (Sant'Orsola et Mala).

## Histoire
Comme le reste de la vallée, Sant'Orsola a fait l'objet d'une vaste immigration de colons venus de l'aire germanique aux alentours de l'an 1000, qui ont créé, comme dans d'autres parties du Trentin oriental, des fermes disséminées dans toute la vallée. En 1408, l'église dédiée au saint du même nom fut construite. Cette dernière construction, en plus d'une nouvelle immigration de colons venant principalement du sud de l'Allemagne en raison de l'activité minière, a entamé un processus de regroupement des fermes autour de l'église qui, au fil du temps, a donné naissance à la ville principale qui existe aujourd'hui.
Le territoire a été protagoniste des événements historiques de la principauté épiscopale de Trente et, en 1818, est devenu une commune autonome, confirmée à nouveau après l'annexion du Trentin à l'Italie, après la fin de la Première Guerre mondiale, en 1919.
De 1929 à 1947 les communes de la Vallée des Mochènes furent fusionnées en tant que commune de Sant'Orsola, à l'exception de Viarago, fusionnée avec Pergine Valsugana. 
Au début des années soixante-dix, un intérêt est né pour la production locale de fruits des bois, ce qui a donné notamment naissance à la coopérative agricole Sant'Orsola, l'un des leaders dans ce domaine.

## Administration
| Période                                  | Période  | Identité          | Étiquette | Qualité |
| ---------------------------------------- | -------- | ----------------- | --------- | ------- |
| 2005                                     | 2015     | Damiano Fontanari |           |         |
| 2015                                     | 2020     | Ivano Fontanari   |           |         |
| 2020                                     | En cours | Andrea Fontanari  |           |         |
| Les données manquantes sont à compléter. |          |                   |           |         |

### Communes limitrophes
Les communes limitrophes sont  Baselga di Piné, Bedollo, Fierozzo, Frassilongo, Palù del Fersina et Pergine Valsugana.